# Nabi Tadžimová
Nabi Tadžimová (田島 ナ ビ, Tadžima Nabi; 4. srpna 1900 – 21. dubna 2018) byla japonská žena, která se stala 16. září 2017 ve věku 117 let 232 dní nejstarším žijícím člověkem světa. Byla posledním člověkem, který se narodil v 19. století. Je také druhou nejstarší potvrzenou japonskou a asijskou osobou vůbec a čtvrtou nejstarší potvrzenou osobou všech dob, za Jeanne Calmentovou, Sarah Knaussovou a Kane Tanakaovou.

## Životopis
Narodila se v oblasti Araki ve vesnici Wan, v nejzápadnější části ostrova Kikaidžima (喜界島, v souostroví Amami). Od února 2002 žila v pečovatelském domě s názvem "Kikaien" (喜界園) v městečku Kikai-čó (喜界町) v prefektuře Kagošimě.
Její manžel, Tominiši Tadžima (田島 富二子) podle některých zdrojů zemřel v roce 1991 ve věku 95 let, ale podle jiných zdrojů snad v roce 1992 či v roce 1993. Měla devět dětí (sedm synů a dvě dcery). K září 2011 měla Nabi 28 vnuků, 56 pravnoučat a 35 prapravnuků. V září 2015 měla více než 140 potomků, k září 2017 asi 160.
Nejstarší žijící osobou v Japonsku se stala 27. září 2015 po smrti 115leté anonymní ženy, která žila v Tokiu. Dne 15. září 2017, po smrti 117leté Jamajčanky Violet Brownové, se stala nejstarší žijící osobou na světě a posledním přeživším, který se narodil v 19. století. Dne 22. března 2018 se stala čtvrtou nejstarší potvrzenou osobou na světě,9. dubna 2018 třetí nejstarší potvrzenou osobou na světě.
Ke své dlouhověkosti uvedla, že je to způsobeno zdravým spánkem a jezením dobrého jídla.